# Veste Niederhaus

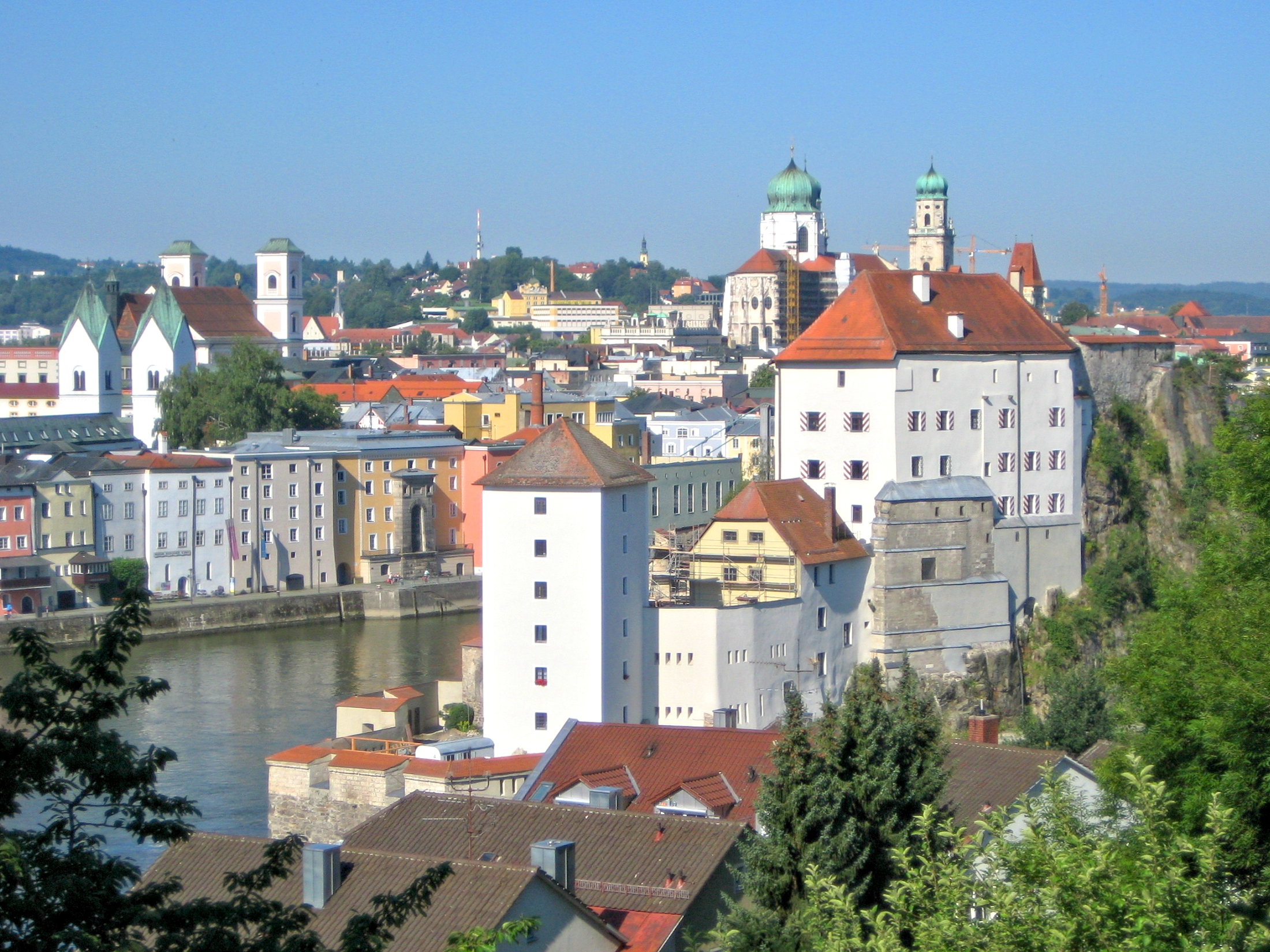
Das Niederhaus von Nordost mit der Passauer Altstadt im Hintergrund

Das Niederhaus ist eine Burg, die in Passau auf der Spitze der felsigen Landzunge am Zusammenfluss von Ilz und Donau unterhalb der Veste Oberhaus steht. Die Landzunge gehört ebenso wie das rechte Ilzufer nördlich davon zum Ortsteil Bschütt des Stadtteils Altstadt. Die Anlage wird als Bodendenkmal unter der Aktennummer D-2-7446-0132 im Bayernatlas als „untertägige mittelalterliche und frühneuzeitliche Befunde und Funde im Bereich der Veste Niederhaus“ geführt. Ebenso ist sie unter der Aktennummer D-2-62-000-90  als Baudenkmal von Passau verzeichnet.

## Geschichte

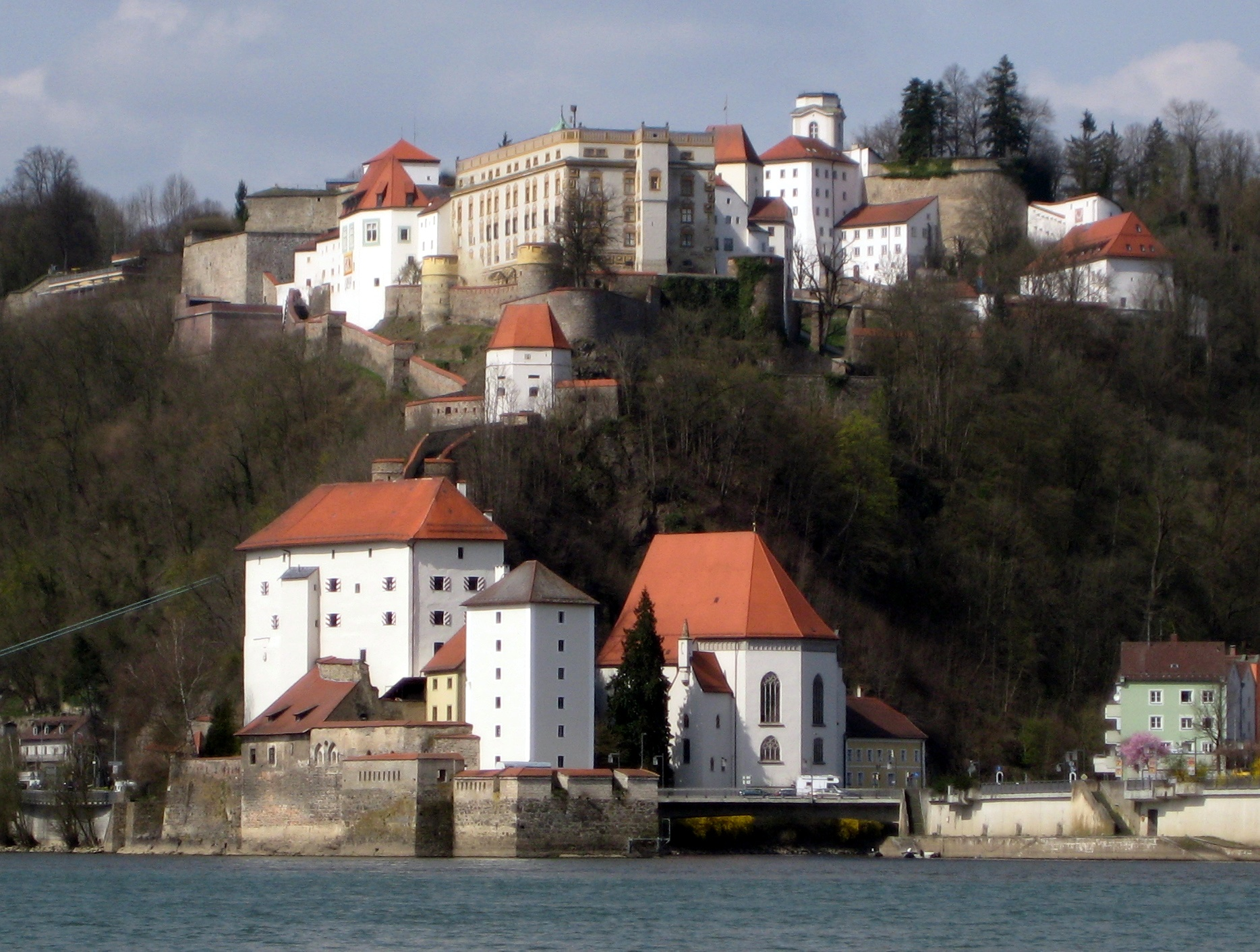
Die Veste Niederhaus mit der Veste Oberhaus (oben) und der Kirche St. Salvator (rechts)

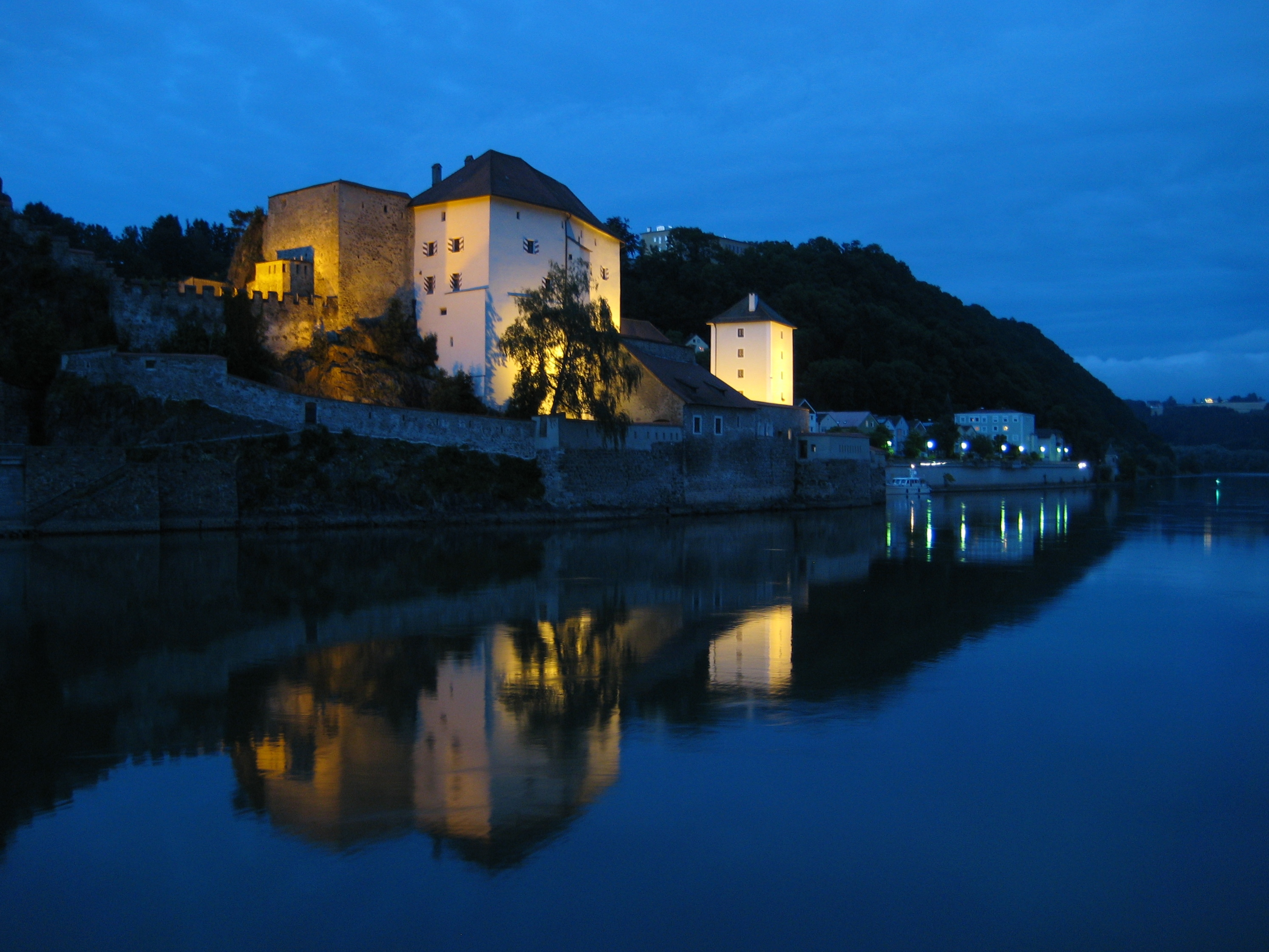
Veste Niederhaus an der Donau bei Nacht

Die erste Bebauung auf der Landzunge wird auf das Jahr 737 geschätzt. Dabei handelte es sich um eine vorübergehende Wohnstätte, die Herzog Odilo von Bayern dem Bischof Vivilo mit geflüchteten Klosterfrauen zugewiesen hatte.
Die heutige Höhenburg existierte bereits um das Jahr 1250, da in Baurechnungen des Fürstbischofs Otto von Lonsdorf schon zwischen „alter“ und „neuer“ Burg unterschieden wurde. Seit Mitte des 14. Jahrhunderts sind die Benennungen „Oberhaus“ und „Niederhaus“ gebräuchlich.
1358 wird im großen Kellergewölbe, dem heutigen „Pilgrimskeller“, ein Beherbergungsraum für 13 Pilger errichtet. Als Verbindung zwischen Niederhaus und Oberhaus wurde im Jahre 1367 infolge der Einnahme des Niederhauses durch die Passauer Bürger im Kampf gegen den Bischof ein doppelter Wehrgang errichtet.
1435 wurde die Burg durch eine Pulverexplosion zerstört. Der Wiederaufbau fand unter Fürstbischof Leonhard von Laiming statt und wurde spätestens im Jahre 1444 vollendet. In diesem Jahr berichtete der spätere Papst Pius II. von den prunkvollen Sälen und Zimmern des Niederhauses. Zu dieser Zeit dienten ein Rittersaal sowie zwei Burgkapellen als Nebenresidenz der Bischöfe.
Im 17. Jahrhundert wurde das Niederhaus in ein Gefängnis für widerspenstige Geistliche umgewandelt. Unter Fürstbischof Joseph von Thun wurde Niederhaus 1762 zu einem Arbeits- und Zuchthaus bestimmt. In diesem Jahr wurde direkt westlich der Veste ein Tunnel durch den Berg getrieben. Der heute noch genutzte Ilzdurchbruch ist damit einer der ältesten Tunnel in Europa.
Militärische Bedeutung erlangte die Burg im Jahre 1805, da sie durch den Kurfürsten von Bayern als Kriegsmagazin und Sperrfort der Donau verwendet wurde. Um den Geschützen auf der Veste Oberhaus freies Schussfeld zu verschaffen, mussten an der Veste Niederhaus Umbauarbeiten durchgeführt werden. Dabei wurde der neunstöckige Turm auf vier Stockwerke abgebrochen und der östliche Bergfried zur Hälfte abgetragen.
1815 wurden die Burgmauern zur Ilz-, Donau- und Holzgartenseite ausgebaut und eine Haubitzen-Batterie errichtet. Bis 1867 behielt Niederhaus seine Festungseigenschaft. 1869 wurde direkt oberhalb der Veste der Kettensteg gebaut, der Fußgängern eine direkte Verbindung von der Ilzstadt in die Altstadt ermöglichte.
Im Jahre 1890 erwarb der Historienmaler Ferdinand Wagner das Niederhaus. Zehn Jahre später wurde der Bau der Luitpoldbrücke, einer Hängebrücke über die Donau, beschlossen, die den Kettensteg ersetzte. Da der Besitzer der Burg gegen den Brückenbau war, beschloss er 1907 das Niederhaus an den Kunstmaler Eduard Strobelberger zu verkaufen.
Da sich das Niederhaus heute immer noch in Privatbesitz befindet, ist es nicht öffentlich zugänglich.